# Andrzej Baran (polityk)
Andrzej Baran (ur. 27 lutego 1944 w Krakowie, zm. 26 września 2024) – polski działacz państwowy i inżynier, w latach 1988–1990 prezydent Dąbrowy Górniczej.

## Życiorys
Absolwent Politechniki Krakowskiej im. Tadeusza Kościuszki (1966), do 1972 pracował na stanowiskach kierowniczych w krakowskich zakładach przemysłowych. Związany następnie z Przedsiębiorstwem Generalnego Realizatora Inwestycji Przemysłowych Kraków, zajmującym się budową zaplecza Huty Katowice, w 1972 przeniósł się do Dąbrowy Górniczej. Od 1974 pracował w Przedsiębiorstwie Inżynieryjnym Budostal 6 i Przedsiębiorstwie Transportowym Budostal w tym mieście. Później był kierownikiem spółdzielni mieszkaniowej, a w latach 1981–1983 przebywał na kontrakcie zagranicznym w Iraku. Od 1984 zajmował stanowisko wiceprezydenta Dąbrowy Górniczje, odpowiedzialnego m.in. za budownictwo mieszkaniowe oraz inwestycje komunalne i socjalne. Od 20 maja 1988 do 31 czerwca 1990 pozostawał prezydentem Dąbrowy Górniczej. Później zajął się prowadzeniem własnej działalności gospodarczej.
30 września 2024 pochowany na cmentarzu w Dąbrowie Górniczej-Ujejscu.